# Poggio Sannita
Poggio Sannita (già Caccavone fino al 1922, idem in dialetto poggese) è un comune italiano di 538 abitanti della provincia di Isernia in Molise.

## Geografia fisica

### Territorio
Il paese è situato sopra un promontorio roccioso delimitato dai fiumi Verrino e Sente, affluenti del Trigno entrambi a carattere torrentizio, in particolare il secondo, che è completamente prosciugato nel periodo estivo.

### Clima
Il paese è situato su un declino collinare di 705 m d'altezza che sovrasta la valle del Verrino a sud-est, e quella del Sente a nord-ovest, quest'ultima, confine naturale con l'Abruzzo.
Il suo territorio è compreso tra i 300 e i 767 metri s.l.m. con un'escursione altimetrica totale di 467 m. Il comune, posto nel cuore della comunità montana, fa parte della zona altimetrica della montagna interna.
- Classificazione climatica: E.
- Classificazione sismica: media.

## Origini del nome
Il comune presenta la particolarità di aver cambiato nome. Il 20 febbraio 1921 il Consiglio Comunale approva la storica delibera secondo la quale, poiché il nome del paese Caccavone (riferito, probabilmente, al fatto che in antichità la località era sede della produzione del caccavo, dal latino caccabus, una sorta di grande paiolo o pentola in rame usato dai contadini per la coagulazione del latte) ricorda
nella prima parte una cosa che disgusta, e nella seconda un accrescitivo “che riempie la bocca e gli orecchi”, suscitando il riso e la derisione della gente, viene cambiato in Vinoli, secondo i prodotti tipici locali. Ma il 3 luglio 1921 il Consiglio Comunale, non ritenendo sufficientemente caratterizzante il nuovo nome, torna sulla questione; considerato che il paese ricade nella regione storico-geografica dell'antico Sannio con la comprovata presenza di accampamenti Sanniti sul suo territorio ed in relazione alla posizione del paese posto appunto su un poggio, il Consiglio approva una nuova delibera con cui il nome del comune viene ribattezzato in Poggio Sannita. Su proposta
del Ministero dell'Interno, il 15 gennaio 1922 un regio decreto recepisce la delibera del Consiglio Comunale e cambia la denominazione del comune. Il caccavo, antico e amato simbolo del paese, rimane presente negli stemmi delle istituzioni locali e nel gonfalone comunale.

## Storia

### Epoca Sannitica, Romana e Alto Medievale
La storia del paese ha origine nell'età preromana quando era popolato da pastori Caraceni, una sottopopolazione dei Sanniti. Essi probabilmente popolavano le attuali alture del paese in modo saltuario. Sembra che facessero capo ad una confederazione, come era caratteristica delle popolazioni sannitiche, e che facevano riferimento ad un santuario situato a "Bovianus Vetus" o "Caracenum" presso l'attuale Pietrabbondante. Si confermano infatti i ritrovamenti di resti in lingua osca sulle alture della zona. In epoca romana fu sede di accampamenti militari e ville agricole, come testimonia il ritrovamento di una spada presumibilmente risalente alle guerre romano-sannite del II secolo a.C.
L'origine dell'abitato di Caccavone sembra comunque da ricondursi all'alto medioevo, al tempo delle invasioni saracene che tra l'860 e il 900 d.C. sconvolsero anche il Molise. Diverse incursioni saracene portarono rovina e devastazione ad Isernia, Venafro e Bojano. In tale contesto gli abitanti della borgata Casale si arroccarono sulla rupe detta "Borgo Castello". Nel 953 il paese ancora piccolo fu dato in feudo ai principi beneventani Pandolfo e Landolfo probabilmente di stirpe longobarda. Accanto al Castello, che era l'abitato del colle più elevato e residenza dei feudatari, sorse una chiesa; successivamente si sviluppò il rione Rinsacca e poi il rione Porta (porta del Castello). Acquisito l'aspetto di borgo fortificato, il paese si trovò circondato da grosse e possenti mura rocciose; due erano gli accessi al borgo: Porta Maddalena nel luogo che i poggesi chiamano "'mbuorzie", e Porta Castello che è l'attuale arco della chiesa di Santa Vittoria. Il borgo si è ingrandito lungo la strada circolare che cingeva intorno, tutto il borgo antico stesso, via chiamata appunto "Torna", e lungo la quale si sono formati una serie di abitati, chiamati rione Conicella, che contornavano il borgo più antico del Castello e della Chiesa. Il paese rimase confinato in tale zona fino al 1600 circa.

### Epoca Feudale
Il feudo di Caccavone presentava nelle sue proprietà terriere piccoli monasteri, chiesette rurali e secondo la tradizione un monastero benedettino sul colle di San Cataldo, con varie badìe secondarie sui colli vicini, come testimoniano alcuni ritrovamenti di tombe e sepolcri.
Sembra improbabile la presenza di San Cataldo sul territorio, a cui probabilmente fu solo dedicato il monastero, visto che le ultime datazioni riconducono il suo episcopato al periodo longobardo del 682 d.C.
Nel 740 d.C. i principi beneventani Pandolfo e Landolfo concedono il feudo di Caccavone al principe Radoisio figlio del conte Berardo.
Intorno al 1160 compare menzionato nel "Catalogus Baronum" normanno tra i baroni del Regno di Napoli, vale a dire i feudatari che dovevano mettere a disposizione del sovrano militi e servizi, in caso di guerre o crociate in Terra Santa, un certo Raul De Petra investito da Ugone figlio di Atto, feudatario di Caccavone.
In epoca angioina, nel 1269 venne fatto Barone di Caccavone un certo Paolo de Giga, soldato, investito direttamente da Carlo I d'Angiò. Stefano di Agnone fu il suo successore che quindi unificò i due castelli di Caccavone e Agnone. Nel 1291 a quest'ultimo successe Rolando Gisulfo che mantenne ancora l'unità dei due castelli.

### Dal Basso medioevo all'ultimo feudatario
Attualmente alcune attestazioni storiche confermano l'esistenza di Caccavone e del suo territorio; il primo documento risale al 740 d.C. circa, nel quale si narra che i principi longobardi Landolfo e Pandolfo concedono il territorio al Conte Randoisio.
Il feudo di Caccavone viene acquistato dal barone di Vastogirardi Vincenzo Petra o de Petra, discendente del feudatario di epoca normanna Raul de Petra, nel 1645; in seguito passa a suo figlio, primo duca di Vastogirardi, Carlo I Petra che possedeva un palazzo anche a Castel di Sangro detto del leone; egli era regio Consigliere di Santa Chiara, Prefetto del Regio Erario, Reggente del Collaterale e cavaliere di Calatrava.
In seguito il feudo di Caccavone viene ereditato da Nicola Petra, nipote di Carlo, secondo duca di Vastogirardi che diviene anche primo marchese di Caccavone, con regio diploma del 24 novembre 1723. Nicola farà restaurare la chiesa di Santa Vittoria nel 1725 dopo che era stata danneggiata dal terremoto del 1720.
Dal duca Nicola il feudo di Caccavone passerà al figlio Giuseppe Maria Petra che restaura il palazzo ducale nel 1761 e amplia la chiesa di Santa Vittoria a cui era molto devoto nel 1762.
L'ultimo feudatario di Caccavone fu Carlo II Petra, quinto duca di Vastogirardi e quarto marchese di Caccavone, che succedette al padre Vincenzo nel 1806, anno stesso in cui il Re di Napoli Gioacchino Murat, abolì i diritti feudali, mantenendone però i titoli.
Carlo II Petra fu fautore della repubblica partenopea del 1799 e subisce l'esilio nel 1816, all'epoca della restaurazione di Ferdinando I.

### Dall'epoca Moderna a quella Contemporanea
L'esistenza dell'"Università" (municipio o comune) di Caccavone è provata dal 1704, anno di una disputa territoriale con Agnone. Tale contrasto non fu l'ultimo infatti, Caccavone si oppose legalmente contro le dominazioni delle Università di Civitanova e Schiavi di Abruzzo su alcuni territori abitati da caccavonesi. Nel 1819 poi la frazione di Castelverrino si distaccò dal paese diventando autonoma (l'attuale comune di Castelverrino).
Una data storica per il paese è il giovedì Santo del 17 aprile 1862 quando 42 militi e il sindaco Pasquale Antinucci si batterono contro un folto gruppo di briganti capeggiati da Luigi Alonsi detto "Chiavone"; nello scontro persero la vita 10 militi e il sindaco, in una storica e brutale battaglia che si svolse a Salcito.
Nel 1912 e 1913 il comune approva le delibere per la restituzione della contrada Scalzavacca da parte del comune di Civitanova e della contrada Carapellese da parte di quello di Schiavi di Abruzzo. Nel 1914 il Consiglio Provinciale del Molise giudicò lecita la richiesta di Caccavone sulle proprietà della contrada Carapellese, classificando come erronea la ripartizione avvenuta nel 1810 ma delegando l'aspra questione al Prefetto; questi avviò subito le procedure che verranno però sospese per l'inizio della prima guerra mondiale. A testimonianza del fatto che Carapellese è legata alla storia di Caccavone e non a quella dei paesi a cui attualmente appartiene, è il fatto che i possessori degli appezzamenti di terreno e i cognomi degli abitanti di queste zone, sono poggesi e tali essi stessi si considerano. 

### 17 Aprile 1862, una data storica
Il 17 aprile 1862 è una data significativa nella storia di Caccavone-Poggio Sannita, Appena un anno dopo l'Unità d'Italia (17/03/1861), ebbe luogo infatti, un tragico evento che vide protagonisti molti valorosi cittadini poggesi, assieme ad altri di paesi vicini che si batterono a difesa della popolazione, delle loro case, attività e terre, in uno scontro cruento avvenuto nei pressi di Salcito (CB), contro un gruppuscolo di famigerati briganti. Dieci poggesi (allora caccavonesi) con il sindaco dell’epoca Pasquale Antinucci, restarono uccisi. La vicenda si inquadra nel contesto storico della lotta al brigantaggio nell’Italia meridionale, i cui “protagonisti” furono soldati sbandati, fuoriusciti (o ammutinati) dalle truppe regolari e mercenarie dell’esercito borbonico, che ripiegando verso Napoli seminavano lungo il loro cammino violenze, saccheggi, ruberie e soprusi di ogni genere. I briganti pensavano di approfittare con facilità di popolazioni contadine tranquille e, sbrigativamente, ritenute inermi, remissive, fragili; senza considerare l’orgoglio, la dignità, il carattere e il profondo radicamento al territorio che la nostra gente ha ricevuto in eredità dalla discendenza Sannita. Come tutti i poggesi sanno, all'episodio fu dedicata la piazza principale di Poggio Sannita, denominata appunto "piazza XVII Aprile".
A 46 anni di distanza, ecco come viene riportato l'accaduto, da Filippo Moauro nel suo libro Caccavone (1908): «Il 17 aprile 1862, Giovedì Santo, giunse voce che una turba di briganti sbandati si aggirava per l’agro di Caccavone. Il Sindaco, Pasquale Antinucci, aveva ordinato alla Guardia Nazionale, composta da 42 militi più il capitano, che era lo stesso sindaco, di partire d’urgenza per sedare una nuova rivolta borbonica a Celenza. Mentre erano radunati in piazza, il vetturino Domenicantonio Bartolomeo portò la notizia della presenza dei briganti, come dei pastori gli avevano riferito. Si trattava della Banda di Luigi Alonsi, detto "Chiavone", che in verità aveva 24 uomini a cavallo al suo seguito, e stava cercando semplicemente di ritornare alle sue basi, senza aggredire la popolazione. Nella confusione del momento, il Sindaco e la Guardia Nazionale cambiarono obiettivo, e si diressero contro i briganti con grande approssimazione: giunti in Fonte Scarpa, trovarono delle donne che riferirono loro il messaggio dell'Alonsi: "Tornate indietro, né vi affaticate tanto a seguire i briganti, che oggi non hanno voglia di venire alle mani, perché è giovedì santo: essi desiderano fare Buona Pasqua, e vi mandano per consiglio che facciate voi pure lo stesso". Ma, sviati dall’informazione precedentemente ricevuta che erano senza armi, i militi non rinunciarono all’inseguimento: presso Salcito avvenne lo scontro, i Caccavonesi furono accerchiati e perirono 10 militi, con il sindaco Pasquale Antinucci».
II Guerra Mondiale
Tra ottobre e  novembre 1943 lungo il Trigno che era parte della Linea Barbara, fu combattuta la battaglia tra tedeschi e anglo americani che causarono la morte di diversi cittadini di Poggio Sannita.

### Simboli
Lo stemma e il gonfalone sono stati concessi con DPR del 21 giugno 1994.
Lo stemma rappresenta una pentola di rame (caccavo) sormontata da una cometa d'oro posta in palo, accostata da due stelle di otto punte, anch'esse d'oro; sotto lo scudo, su lista bifida svolazzante di azzurro, la scritta Samniticun Caccabonense Castellum. È chiara la volontà di legare l'attuale comune con il precedente nome di Caccavone; l'iscrizione ricorda le radici del paese, il vecchio nome e la cinta fortificata. Le tre stelle rappresentano il capoluogo e le due contrade di Scalzavacca e Carapellese.
Il gonfalone è un drappo rettangolare di colore rosso.

## Monumenti e luoghi d'interesse

### Architetture civili

#### Palazzo Ducale
Il Palazzo Ducale è l'edificio storico più importante di Poggio Sannita; fu edificato nel XV secolo come residenza dei Duchi di Caccavone e fu abitato fino agli inizi dell'Ottocento dalla famiglia Petra o de Petra, duchi di Vastogirardi e marchesi di Caccavone dopo un restauro avvenuto nel 1761 ad opera di Giuseppe Maria Petra XVIII secolo. È chiamato dai poggesi "Palazzo Reale" perché si narra che una Regina di stirpe borbonica, del Regno delle due Sicilie vi abbia soggiornato, per breve tempo, in occasione di una visita nella zona.
Dopo il restauro da parte dell'amministrazione comunale con l'utilizzo di pietra locale e facciata a vista, fu riaperto al pubblico nel 1994; dal quarto piano della facciata esposta a Nord-Ovest si può apprezzare una vista dominante la zona che va dalla valle del Verrino fino al paese Capracotta. Attualmente è sede della biblioteca comunale, di una delle sale convegni della provincia d'Isernia (con una capienza per 200 persone), di una mostra fotografica permanente, e dell'ufficio della protezione civile.

#### Palazzo Iacovone
La casa natale del prof. Cosmo Maria de Horatiis, padre dell'omeopatia italiana e camerlengo del re Francesco I di Borbone

#### Antico Frantoio Ipogeo
Costruito intorno al XIII secolo, è tra i più antichi d'Italia.

### Architetture religiose

#### Chiesa di Santa Vittoria
La chiesa di Santa Vittoria è la chiesa principale di Poggio Sannita, posta nel cuore dell'antico borgo medievale e dedicata da sempre proprio a santa Vittoria molto venerata nel paese. Il culto per questa santa, vergine e martire, di origini reatine si diffuse intorno al V-VI secolo dalla sabina verso la marsica, quindi nell'area sannitica, e precocemente doveva esservi qualche edificio di culto consacrato a questa santa. La chiesa attuale non è quella originaria medioevale, di cui conosciamo l'esistenza grazie alle carte topografiche del borgo antico. Fu costruita probabilmente nel primo medioevo all'epoca dell'edificazione del Palazzo Ducale. Fu distrutta dal violento terremoto che sconvolse la diocesi di Trivento nel 1720 e nel 1725 fu ricostruita in breve tempo, per volontà del duca di Vastogirardi e marchese di Caccavone Nicola Petra, e riconsacrata il 13 settembre dello stesso anno dal vescovo diocesano Alfonso Mariconda; infine fu ampliata ad opera del duca Giuseppe Maria Petra, figlio di Nicola, nel 1762.
La chiesa si presenta a tre navate asimmetriche, a croce latina, poggianti su un basamento di roccia. Il piano attuale della chiesa è sopraelevato, e soggiace su un terrapieno, che nel corso degli ulteriori rifacimenti intervenuti, ha coperto l'ossario sottostante, in cui presumibilmente venivano sepolti i duchi di Caccavone e parenti della nobiltà.
Di pregevole fattura sono i dipinti delle Anime Purganti, dell'Ultima Cena e di sant'Antonio abate; vi si trova inoltre il reliquiario, con un'urna contenente un osso del braccio di san Prospero martire, patrono di Poggio Sannita, portato nel 1743 dal cardinale Vincenzo Petra, arcivescovo di Damasco, prefetto della Congregazione di propaganda fide, datario della Sacra Penitenzieria, che lo aveva estratto dal corpo del martire nelle catacombe di san Calepodio a Roma, col permesso di papa Clemente XII. Di rilevante importanza artistica, il pulpito, l'altare maggiore, l'acquasantiera, la statua di san Prospero (1764) e soprattutto lo storico organo (1769) capolavoro di Francesco D’Onofrio, esponente di spicco della famiglia poggese di artigiani mastri organari le cui opere sono presenti in molte chiese molisane e di regioni limitrofe, che donarono lo strumento alla nostra chiesa, le cui note hanno ripreso a suonare dal 2005 dopo un accurato restauro sia della parte lignea che di quella strumentale.

#### Chiesa di San Rocco
È la seconda chiesa per importanza del paese, ed è dedicata a san Rocco, anch'esso molto venerato a Poggio Sannita, insieme a santa Vittoria, san Cataldo e sant'Antonio abate. Particolarmente belle sono le decorazioni dell'altare dedicato appunto a san Rocco in stile tardo barocco. La struttura della chiesa risale al tardo seicento.

#### Chiesa di Santa Lucia
Di Piccola cappella extra moenia dell'ultimo secolo, fino agli anni '70 chiesa privata, poi donata alla parrocchia.

#### Chiesa della Madonna delle Grazie
Chiesa situata fuori dal paese, ed edificata intorno al 1590; per 5 anni ebbe la funzione di chiesa principale a causa del crollo della chiesa di Santa Vittoria per un terremoto che sconvolse in quell'anno la diocesi di Trivento. Probabilmente conserva una cripta oggi nascosta (come era usanza del tempo) ed è meta del pellegrinaggio del 25 marzo, per l'Annunciazione del Signore.

### Altro

#### Piazza XVII Aprile
La piazza principale, ubicata al centro del paese, è il luogo di ritrovo più frequentato di Poggio Sannita. Vi si trova una fontana decentrata verso nord e da qui, volgendo lo sguardo verso sud si può apprezzare una vista panoramica dei dintorni del paese. Prende il nome dalla triste data della morte di 10 cittadini poggesi (tra cui il sindaco) avvenuta nel 1862 per combattere il brigantaggio nel Sud.

#### Monumento ai caduti
A pochi passi dalla piazza principale, si trova il monumento ai caduti che riporta su una lastra di pietra i nomi dei cittadini poggesi morti in guerra; davanti a questa si trova un cannone originale austriaco risalente al periodo bellico.

#### Belvedere "Colle Calvario"
Il Colle Calvario è sede della villa comunale nonché punto più alto del paese. È un luogo di ritrovo per i giovani e anche da qui si può scorgere la valle del Verrino che arriva sino a Capracotta.

#### Belvedere "Ara Giagnagnera"
Situato all'estremità sud-est del paese, il panorama del belvedere va dalla vicina Agnone (a nord-nord-ovest), a Castelverrino (a sud-sud-ovest) sino ad arrivare alle stesse campagne poggesi poste a nord-est per una visuale di quasi 360°.

### Aree naturali

#### Tratturello
collegava il paese di Poggio Sannita al Regio Tratturo Celano - Foggia

## Società

### Evoluzione demografica
Abitanti censiti

Il paese vive da molti decenni un continuo spopolamento dovuto all'emigrazione e al basso tasso di natalità. Nel censimento del 1991 la popolazione ammontava 1 217 abitanti che dieci anni dopo avevano subito una diminuzione del 22,76% arrivando a 940, lo spopolamento è dovuto allo scarso numero delle nascite contro un elevato numero di morti (per via di una popolazione molto anziana).
Il ritmo di decrescita della popolazione rimane costante come in molti paesi nelle stesse condizioni ed attualmente la popolazione del paese è scesa a 845 unità di cui 392 maschi e 453 femmine divisi in 423 famiglie costituite in media da 2 componenti.
Nel 2007 sono nati 3 maschi e 5 femmine, mentre sono morti 5 maschi e 10 femmine per un saldo naturale negativo di 7 unità.

### Composizione della popolazione poggese
Al 2005 la popolazione del paese era così ripartita:
| Fascia d'età      | Popolazione        |
| ----------------- | ------------------ |
| Minori di 18 anni | 62                 |
| Fra 18 e 40 anni  | 200                |
| Fra 40 e 65 anni  | 223                |
| Oltre 65 anni     | 381                |
| Totale            | 866(401 m. 465 f.) |

## Cultura
Museo
Museo della cultura olearia
Casa natale di Cosmo Maria De Horatis

### Mostre
Al terzo piano del Palazzo Ducale è presente una mostra fotografica permanente dal tema: "Poggio Sannita: i luoghi e le persone" con molte foto d'epoca e recenti sul paese.
Biblioteca
Biblioteca Comunale, Biblioteca di Palazzo Iacovone
Babaci
51 pupazzi installati contro lo spopolamento del territorio

### Cucina
I piatti tipici del paese sono rappresentati da: le sagne a pezzate (lasagne sciolte a pezzi), i cavati (gnocchetti), i cic lievt (pasta tipica lievitata), le pallotte cacio e ova (polpette di mollica di pane raffermo, uova e formaggio grattugiato) e i magliatiell (torcinelli di carne d'agnello), oltre ad insaccati vari di qualità.

## Geografia antropica
La topografia attuale del paese è il risultato di uno sviluppo da sud-ovest a nord-est.
La parte più antica del centro abitato si trova nella parte meridionale della città e da qui le abitazioni si sono sviluppate verso nord-est. La forma del paese segue quella del declino collinare su cui è cresciuto e quindi il centro urbano risulta essere di forma allungata appunto da sud-ovest a nord-est. Le zone di più recente edificazione si trovano dunque nella parte più settentrionale del paese e tuttora vi è l'edificazione di nuove abitazioni (poche unità) nonostante lo spopolamento del paese.
Nella zona più bassa e settentrionale del paese è situata la cosiddetta zona P.I.P. dove trovano sede gli stabilimenti industriali (attualmente un'industria del settore manifatturiero e un oleificio).

### Frazioni
Di seguito è riportato l'elenco delle frazioni del comune a partire dalla più popolosa:
- Sente
- Valle del Porco
- San Cataldo
- Rimanci
- Quarto II
- Castel di Croce
- Carapellese[21]
- Scalzavacca[21]
- Quarto I

## Economia
Prodotti tipici del paese sono l'olio d'oliva, per la cui valorizzazione il comune ha aderito al consorzio "La città dell'olio"; il vino; il miele, prodotto artigianalmente da alcuni poggesi, e negli ultimi anni notevole importanza sta avendo la raccolta del tartufo presente sul territorio poggese.

## Amministrazione
| Periodo | Periodo   | Primo cittadino          | Partito                               | Carica  | Note |
| ------- | --------- | ------------------------ | ------------------------------------- | ------- | ---- |
| 1946    | 1952      | Filippo Moauro           | Disco nero                            | Sindaco |      |
| 1952    | 1956      | Alessandro Moauro        | Disco nero                            | Sindaco |      |
| 1956    | 1960      | Torquato Amicone         | Vanga                                 | Sindaco |      |
| 1960    | 1964      | Torquato Amicone         | Vanga                                 | Sindaco |      |
| 1964    | 1970      | Alfonso Falcione         | P.C.I.                                | Sindaco |      |
| 1970    | 1975      | Mario Di Filippo         | Democrazia Cristiana                  | Sindaco |      |
| 1975    | 1980      | Giuseppe Borrelli        | Pala                                  | Sindaco |      |
| 1980    | 1985      | Pasquale Di Filippo      | Rinnovamento                          | Sindaco |      |
| 1985    | 1990      | Pasquale Di Filippo      | Rinnovamento                          | Sindaco |      |
| 1990    | 1995      | Pasquale Di Filippo      | Continuità nel rinnovamento           | Sindaco |      |
| 1995    | 1999      | Pasquale Di Filippo      | Insieme nel rinnovamento              | Sindaco |      |
| 1999    | 2004      | Pasquale Di Filippo      | Unione democratica per Poggio Sannita | Sindaco |      |
| 2004    | 2007      | Tonino Abate Palomba     | Unione democratica per Poggio Sannita | Sindaco |      |
| 2008    | 2013      | Tonino Abate Palomba     | Uniti per Poggio Sannita              | Sindaco |      |
| 2013    | 2014      | Maria Antonietta Bottaro | Cambiare per rinascere                | Sindaco |      |
| 2015    | 2020      | Giuseppe Orlando         | Cambiare per rinascere                | Sindaco |      |
| 2020    | in carica | Giuseppe Orlando         | Continuiamo a crederci                | Sindaco |      |

## Sport
Lo sport poggese è incentrato principalmente sul calcio ed il tennis.
Attualmente la manifestazione sportiva di più grande richiamo è il torneo rionale, un quadrangolare di calcio che si tiene ogni estate e vede contrapposte 4 squadre rappresentanti appunto i rioni del paese ossia: Santa Vittoria o "Conicella", Santa Maria o "Piazza", San Rocco e Santa Lucia o "Mulino" detentrice del titolo. Le squadre sono formate dai residenti dei rispettivi rioni più i residenti fuori dal paese a cui non è attribuito un rione di appartenenza particolare.
Il torneo si svolge come girone unico a punti in cui le prime due classificate, alla fine degli incontri, giocheranno la partita per il titolo.

### Calcio a 5
Dalla stagione 2009/2010, il Poggio Sannita milita nel girone B della serie C2 di calcio a 5.

### Gli impianti sportivi
L'impianto sportivo del paese è di recente realizzazione, ospita un campo da calcio fornito di spogliatoi e magazzino (attualmente non utilizzato dalla società del paese, l'A.S.D. Poggio Sannita, perché non iscritta all'ultimo campionato), un campo da tennis con tribune fornite di seggiolini singoli e un moderno campo da calcio a 5 in erba sintetica fornito di illuminazione e tribune.